# Limnebius paranuristanus
Limnebius paranuristanus är en skalbaggsart som beskrevs av Ferro 1989. Limnebius paranuristanus ingår i släktet Limnebius och familjen vattenbrynsbaggar. Inga underarter finns listade i Catalogue of Life.